# لاک-سوپریور، کبک
لاک-سوپریور (به فرانسوی: Lac-Supérieur) شهری در منطقه شهری له لورانتید ناحیه لورانتید در استان کبک کانادا است. در سرشماری سال ۲۰۱۱ این شهر ۱٬۵۲۱ نفر جمعیت داشته‌است و مساحت آن ۳۸۰٫۳۶ کیلومتر مربع است.